# Konrad Budek
Konrad Budek (ur. 8 listopada 1995 w Warszawie) – polski piłkarz, występujący na pozycji obrońcy. 
Wychowanek Legii Warszawa. Z reprezentacją Polski do lat 17 zajął miejsca 3-4. na młodzieżowych Mistrzostwach Europy 2012.